# Les Attaques
Les Attaques är en kommun i departementet Pas-de-Calais i regionen Hauts-de-France i norra Frankrike. Kommunen ligger i kantonen Calais-Centre som tillhör arrondissementet Calais. År 2022 hade Les Attaques 2 065 invånare.

## Befolkningsutveckling
Antalet invånare i kommunen Les Attaques
| Referens: INSEE |